# F.C. Sporting Genzano
Câu lạc bộ bóng đá thể thao thể thao  là một câu lạc bộ bóng đá Ý đến từ Genzano di Lucania, Basilicata. Màu sắc của đội là trắng và đỏ.